# 荒井龍凰
荒井 龍凰（あらい りゅうおう、1990年9月18日 - ）は日本の吟詠家・剣詩舞道家。流派は吟詠吟舞錦凰流、家紋は五三桐（桐紋）。
吟詠吟舞錦凰流四世宗家、東京都吟剣詩舞道総連盟理事・青少年副部長、日本詩道家協会理事。

## 人物
曾祖母は初代宗家・松木錦凰、祖母は二代目宗家・荒井惠凰、母は荒井栄凰。
初代および二代目の影響を受け、2歳から吟剣詩舞の稽古を始める。3歳での初舞台は初代宗家・松木錦凰、二代目宗家・荒井惠凰、荒井栄凰との共演で親子四代での演舞。
明星学園中学校・高等学校卒業
20歳の時、慶應大学三田の家にて留学生に吟剣詩舞のワークショップ開催。それをきっかけに世界を舞台に活動を開始した。
24歳では吟剣詩舞界初となるオックスフォード大学、カーディフ大学、SOAS大学で講義。

## 来歴
- 1990年　東京都武蔵野市生まれ。
- 1993年　3歳で前進座にて初舞台。
- 2000年　国立大劇場で詩舞披露。
- 2008年　吟詠吟舞錦凰流師範免許取得。
- 2009年　中国大連公演で剣詩舞披露。
- 2010年　吟詠吟舞錦凰流三代目後継者となる。慶應大学三田の家にてワークショップ開催。
- 2014年　単独渡英。オックスフォード大学、カーディフ大学、SOAS大学で講義。[2]
- 2015年　単独渡豪。シドニー大学、シドニー工科大学で講義。在オーストラリア大使館主催「奈良キャンドルフェスティバル」にて剣舞「兜」披露。
- 2019年 シドニーオペラハウスにて、剣詩舞披露。

## 出演作品

### ラジオ番組
- 『FUTURESCAPE』（横浜エフエム放送、2015年2月28日）

### 総合情報誌
- 吟と舞 Vol.1（舵社、2015年10月15日）